# D2Sc (Inschrift)
D2Sc ist die Abkürzung einer Inschrift von Dareios II. (D2). Sie wurde in Susa (S) entdeckt und von der Wissenschaft mit einem Index (c) versehen. Die Inschrift liegt fragmentarisch auf einer Säulenbasis aus Marmor in altpersischer Sprache vor.

## Inhalt
„Diesen Palast, den bezüglich der Säulen steinernen, hat Dareios, der König, errichtet. Dareios, den König, soll Ahuramazda schützen.“

## Beschreibung
Die Inschrift D2Sc ist auf einem Fragment einer Säulenbasis aus Marmor überliefert. Sie besteht aus zwei Zeilen, von denen der Anfang der Zeilen abgebrochen und das Zeilenende jeweils erhalten ist. Der Text besteht aus zwei Fragmenten, die durch eine Lücke getrennt sind. Der heutige Standort ist unbekannt, aber wahrscheinlich befindet sich das Fragment im Louvre Museum.
Die Inschrift wurde 1929 von Jean-Vincent Scheil in den Mémoires de la Délégation en Perse veröffentlicht und Dareios I. zugewiesen. Wilhelm Brandenstein gab ihr 1932 die Bezeichnung DSh. Walther Hinz dagegen ordnete sie 1941 als eigenständige Inschrift von Dareios II. ein und gab ihr die Bezeichnung D2Sc. 1942 besprach Roland Grubb Kent die Inschrift erneut und gliederte sie als Kopie von D2Sa ein. Günter Schweiger präsentierte 1989 noch ein zweites Fragment, das er ebenfalls D2Sa zurechnete, aber es bestehen Zweifel, ob es sich um ein neues Fragment handelt. 1999 kam Rüdiger Schmitt zum Schluss, dass das ursprüngliche Fragment von Jean-Vincent Scheil eigenständig behandelt werden muss, da das Ende der beiden Texte nicht übereinstimmt. Er weist darauf hin, dass dieser Text keine auffälligen sprachlichen Fehler aufweist. Seit 2009 ist die Inschrift D2Sc in der Liste der achämenidischen Inschriften aufgeführt.